# João Freire de Andrade
João Freire de Andrade (nacido Juan Freire de Andrade) fue un noble gallego y portugués.

## Biografía
Era hijo de Juan Freire de Andrade (c. 1320 -), VII señor de Andrade, y de su esposa María Alfonso, y hermano menor de Pedro Fernández de Andrade y Rodrigo Afonso de Andrade.
Fue hidalgo de la Casa Real de Portugal, alcalde mayor de Viseo, etc.
Se casó c. 1391 con Guiomar de Souza, hija de Gil Anes Homem (c. 1344 -), caballero, señor de Bordonhos, quien debió ser el hijo mayor (legítimo), ya que su nombre aparece primero en el testamento de su tío, de quien heredó, con su hermano Gonçalo, la Quinta de Bordonhos, y también heredó, solo, del mismo tío, medio casal en Vila Chã, y debió haber heredado de su padre el honor de Froião, y de su esposa (Guiomar) de Souza, que era seguramente de los Souza dichos del Prado, con descendencia.